# Can Margarit (Sant Esteve Sesrovires)
Can Margarit és un mas al terme municipal de Sant Esteve Sesrovires (Baix Llobregat) catalogat a l'Inventari del Patrimoni Arquitectònic de Catalunya. Probablement ja existia, com a mínim d'ençà el segle xviii. Va ser reformada a finals del segle xix o inicis del xx. A redós seu va sorgir un veïnat al qual dona el nom. Edificació de planta rectangular, amb coberta de teules a dues vessants i una torre mirador de planta rectangular, amb dues finestretes bessones a cada cara de cada pis, i acabada en merlets. Dalt de tot té una petita llanterna amb coberta piramidal.

## Història
1. ↑  «Can Margarit». Inventari del Patrimoni Arquitectònic.   Direcció General del Patrimoni Cultural de la Generalitat de Catalunya. [Consulta: 19 desembre 2015].